# 東海村立村松小学校
東海村立村松小学校（とうかいそんりつ むらまつしょうがっこう）は、茨城県那珂郡東海村大字村松にある公立小学校。

## 概要
- 本校は、白方小学校の大規模化（マンモス校化）解消のために開校した。

## 沿革
出典
- 1979年（昭和54年）度 - 約4万㎡の敷地を確保。
- 1981年（昭和56年）7月 - 校舎と屋内運動場の建設に着手。
- 1982年（昭和57年）
  - 時期不明 - 校舎・屋内運動場建築[3]。
  - 4月 - 開校。
  - 8月 - 徒渉プールを備えた25mプールが完成。
- 2007年（平成19年）10月 - 茨城県原子力地域振興事業費補助金事業として、『学校トイレ改修基本計画』に基づき普通教室棟の便所改修工事実施。また、同月には、外装改修工事も実施。
- 2008年（平成20年）10月 -  茨城県原子力地域振興事業費補助金事業として、特別教室棟便所及び屋内運動場便所の改修工事実施。
- 2009年（平成21年）
  - 8月 - 給食室改修工事実施。
  - 9月 - 内装改修工事実施。
- 2010年（平成22年）9月 - 校舎外装改修工事実施。
- 2011年（平成23年）4月 - 3月11日午後に発生した東日本大震災で被災した照沼小学校が、本校内に仮校舎を設置[4]。
- 2015年（平成25年）3月8日 - 2月に照沼小学校新校舎が完成し、3月11日から新校舎での授業再開を受け、「お別れ会」を開催[4][5]。

## 学校教育目標
- ふるさとを愛し、心豊かにたくましく生きる村松の子

## 通学区域
出典
- 大字村松（一部）
- 大字舟石川（一部）
- 村松北1丁目（1〜3番地）
- 豊白1丁目（1〜3番地）
- 舟石川駅東2丁目（8番地以降）
- 舟石川駅東3丁目（15番地以降）

## 進学先中学校
- 東海村立東海中学校

## 学校周辺
- 東海村清掃センター
- 東海村立東海病院
- 茨城県道284号豊岡佐和停車場線
- 権現山古墳
- 神楽沢近隣公園
- ピアシティ東海中央
- また、学校周辺には、日本原子力発電の寮や社宅も点在する。

## アクセス
- 茨城交通「東海駅 - 海浜公園西口線（真崎東経由）」・「東海駅 - 茨城東病院線」で、「真崎十文字」停留所下車後、
  - 東海駅東口行のりばから、徒歩約850m・約13分。
  - 海浜公園西口・茨城東病院行のりばから、徒歩約870m・約13分。
    - いずれも、最短ルート移動した場合。
- JR常磐線東海駅（東口）から、
  - 徒歩約2km強・約31分（駅東大通り(東海村道)経由の最短ルート移動した場合）。
  - 上述の茨城交通バスに乗車し4分、「真崎十文字」停留所下車後、徒歩。